# Atzmus

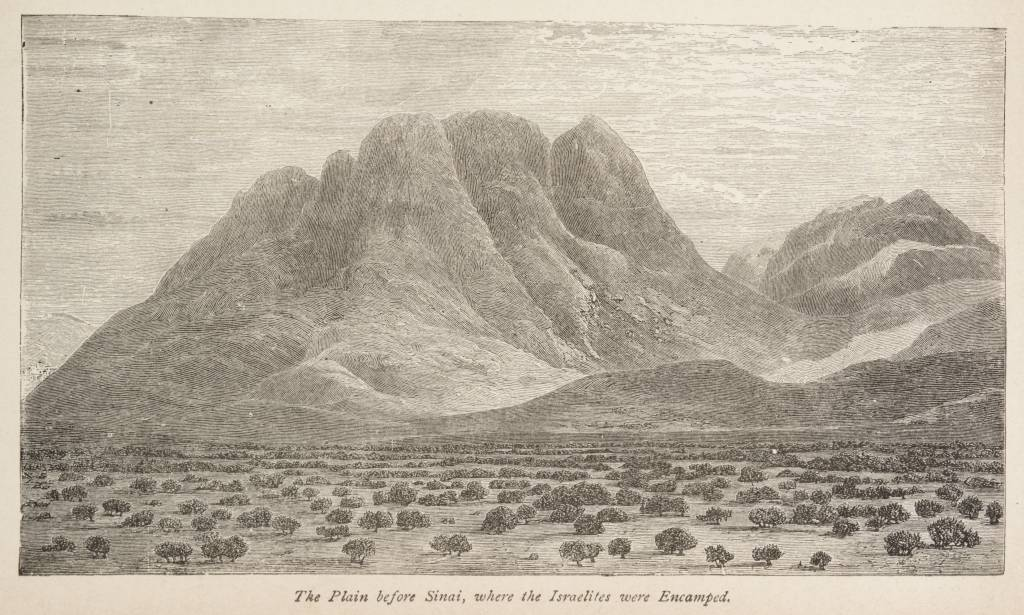
Lo Zohar afferma "Israele, la Torah e il Santo Benedetto Egli Sia sono Uno" Sul Monte Sinai, nel commentario rabbinico, tutto il popolo udì la rivelazione "Io-Anochi sono il Signore-Tetragramma il vostro Dio-Elokecha..." Il "Signore parlò a Mosè..." è il Nome essenziale infinito di Dio. "Il tuo Dio" è la Divinità nascosta all'interno della Creazione finita. "Io" è il narratore Atzmus della Torah, rivelata sul Sinai, che unisce gli opposti dello Spirituale e del Fisico nelle Mitzvot e nel futuro ultimo

Atzmus/Atzmut (in ebraico עצמות‎?, da Etzem עצם) significa "essenza" ed è il termine descrittivo dell'essenza divina citato nella Cabala ed esaminato in profondità dal pensiero chassidico.
La Cabala classica si riferisce prevalentemente alla Divinità nell'Ebraismo con il suo termine designato "Ein Sof" ("Senza Fine"-Infinito), poiché ciò distingue tra l'Essere Divino oltre ogni descrizione e manifestazione, e le emanazioni divine all'interno della Creazione, che diventeranno l'interesse descrittivo della categorizzazione cabalistica sistematizzata. Il riferimento a Atzmus viene di solito limitato nella teoria cabalistica alla discussione se "Ein Sof" rappresenti il massimo Essere Divino in Sé, o Dio come causa prima della Creazione.
Il pensiero chassidico tuttavia si occupa di connettere la materia cabalistica esoterica con l'esperienza psicologica dell'uomo. Nello Chassidismo, l'emanazione superiore divina Atzmus è legata alla sua descrizione dell'Divino Panenteismo Onnipresente nel mondo fisico inferiore e si concentra sulla Divinità essenziale nell'esperienza spirituale ebraica quotidiana. Ciò è alla base dei valori ebraici che esaltano l'innata sincerità della gente comune e plasmano l'interesse per la motivazione spirituale disinteressata dell'apprendimento, la preghiera e la benevolenza, al di là della tradizionale maestria talmudica solo fine a se stessa. L'essenza nascosta dell'anima divina che ogni persona possiede viene rivelata nella dottrina chassidica della Guida Spirituale (Rebbe) Tzadik come canale divino di sostentamento fisico e spirituale della comunità, mentre la percezione elitariae dell'Unità Divina essenziale della Creazione nella contemplazione ideale dei pochi adepti, realizza l'unione dell'anima a Dio. Nello studio Chabad del pensiero chassidico, Atzmus si riferisce, al di là delle rivelazioni cabalistiche, all'Unità Divina essenziale e allo scopo della Creazione rivelata nel futuro escatologico come ultimo Dirah BeTachtonim (divina "dimora nel più basso" reame fisico), mediante la Volontà essenziale delle mitzvot (osservanze) ebraiche. Ciò si riferisce alla essenza divina della Torah e dell'anima, entrambe che riflettono il quinto livello essenziale di Yechidah ("Singolare"). Mentre la Cabala esoterica si riferisce al quarto livello trascendente dell'interpretazione della Torah e dell'anima, il livello di Chayah (intuito Chokhmah-Saggezza), la natura di Yechidah (la delizia Keter-Volontà più interna), permette alla sua fonte divina superiore di permeare e discendere più in basso nella percezione, poiché l'essenza pervade tutto pur rimanendo distinta. L'essenza del Divino non è limitato all'infinito Ein Sof o alla sola trascendente emanazione cabalistica. Cercando di rivelare la vicinanza e onnipresenza divine a tutta la comunità, sia quella religiosamente istruita che quella comune, lo Chassidismo, attraverso le sue diverse scuole, si adopera per affrettare la massima realizzazione messianica dell'Unità di Atzmus.

## Storia

### La Divinità nella filosofia ebraica e nella Cabala

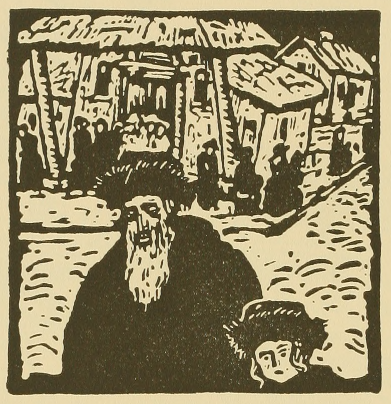
Il Besht, fondatore dello Chassidismo, collegava la Cabala trascendente con la corrispondenza interiore dell'esperienza spirituale ebraica. L'élite poteva imparare lezioni importanti dalla gente comune, poiché "la semplice fede del semplice ebreo riflette" l'essenza innata dell'anima nella "semplice unità dell'Atzmus divino"

Filosofi medievalie ebrei come Maimonide articolavano una teologia negativatrascendente dove è possibile descrivere Dio solo in termini di ciò che Egli non è. Qui Unità Divina significa che la singolarità di Dio è unica e non ha nessuna relazione a nessun concetto che si possa concepire. La Cabala, influenzata dall'argomentazione filosofica ma cercando il Dio biblico che è anche immanente, dà una diversa soluzione più radicale. Distingue tra Dio in Se Stesso e nelle Sue emanazioni. Il Divino Infinito, l'Ein Sof ("Senza Fine"), è al di là di ogni comprensione, descrizione o manifestazione. Solo attraverso gli attributi divini - le 10 Sephirot - Dio viene rivelato alla Creazione e vitalità sostenitrice che ricrea continuamente l'esistenza è incanalata. La sefirah finale, la sephirah Malkhut (Regno), diventa la Shekhinah (presenza divina) femminile, la divinità interiore immanente nella creazione. Nella manifestazione, Dio è antropomorficamente descritto sia come maschile che come femminile, dove il maschile denota il dare esteriore e il femminile denota il nutrimento interiore.
Nella Cabala ci sono tracce di Panenteismo, come ad esempio la descrizione nello Zohar delle due forme di sostentamento, Luce che avvolge (Sovev)" e "Luce che riempie (Mimalei)" tutti i Mondi, e le spiegazioni di Moses Cordovero che ha sistemizzato la Cabala. Egli riconcilia precedenti interpretazioni circa la natura divina delle Sephirot, descrivendole come luci investite nei vasi. Solo i vasi si differenziano, mentre la luce, proveniente dall'Ein Sof, è indifferenziato, eliminando ogni idea di pluralità, nello stesso modo in cui l'acqua si riversa in diversi vasi colorati la luce irradia attraverso diversi colori di vetro. Per quanto riguarda la percezione della Divinità, influenzato dalla teologia negativa dei filosofi, Cordovero afferma:

"Ogni volta che uno si forma una immagine concettuale di Dio, costui deve immediatamente far marcia indietro, arretrando dal falso concetto, siccome ogni concetto è modellato dal mondo spaziale dell'uomo. Piuttosto, egli dovrebbe "Fluire e Rifluire" verso l'immaginarsi la Divinità, e quindi rigettare tale immagine."

Nella Cabala lurianica il primo atto della Creazione è il primordiale Tzimtzum (auto "Contrazione") di Dio, per risolvere il problema di come la Creazione finita possa emergere dall'Infinito. In principio, l'Ohr Ein Sof riempie tutta la realtà, annullando la creazione potenziale nella non-esistenza. Il Tzimtzum costituisce un salto radicale, contraendo la luce infinita in Dio, per consentire alla luce latente potenzialmente finita di emergere, da cui creazione si dispiega. Successivamente, le Sephirot si riconfigurano in Partzufim, incorporando nuovamente la gerarchia lineare di Cordovero in una di avvolgimento, che permette alla Creazione inferiore di nascondere al suo interno le più elevate origini divine.

### Opinioni cabalistiche diEin SofeAtzmus

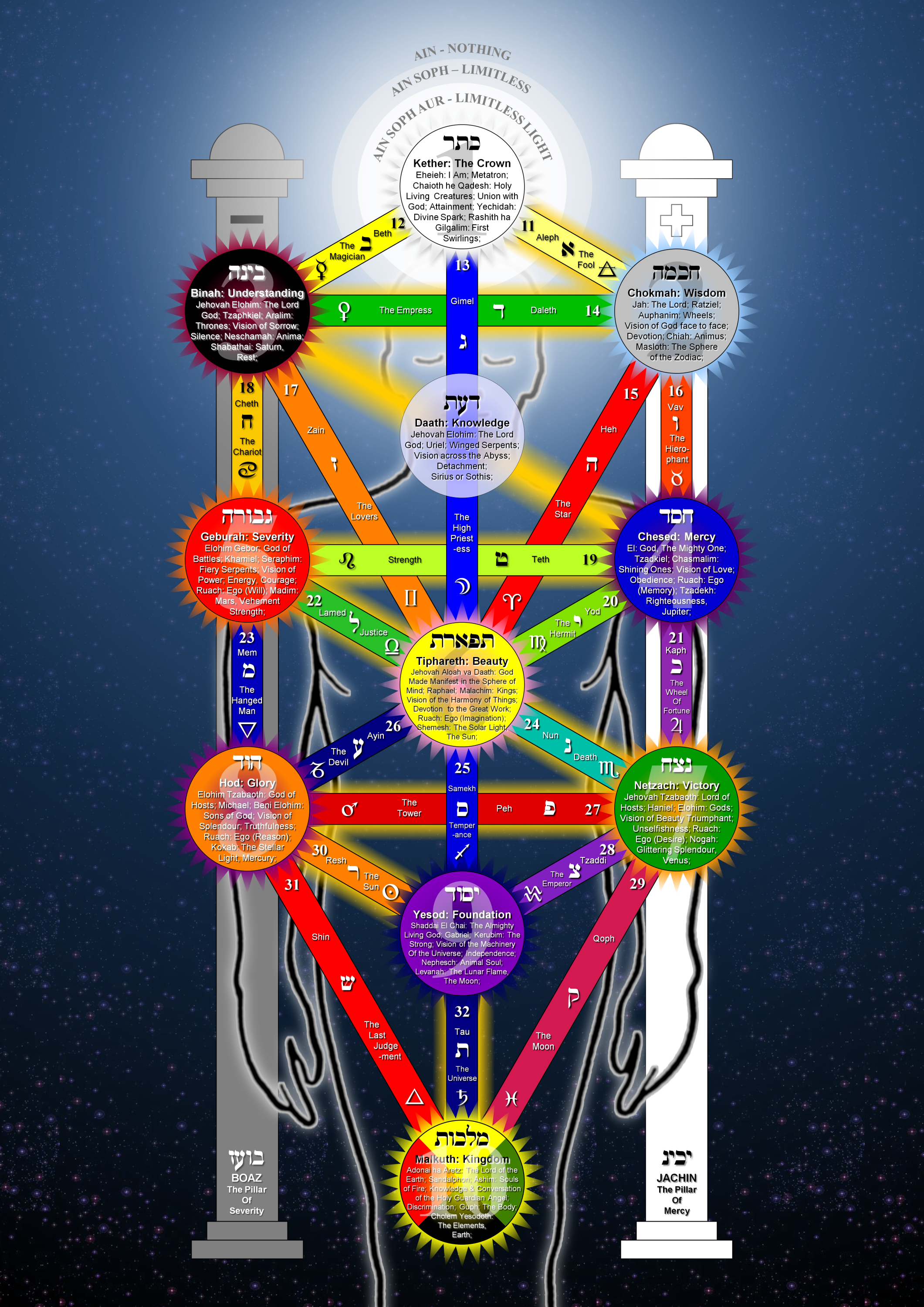
L'Albero delle Vita cabalistico, con le 10 Sephirot

Prima che Moses Cordovero e Isaac Luria dessero le successive sistematizzazioni della Cabala nel XVI secolo, i cabalisti medievale discutevano la relazione tra la Volontà Divina Keter e l'Ein Sof. Questo comportava la necessità filosofica di divorziare le Sephirot da qualsiasi nozione di pluralità in Dio e implicava la questione se l'Ein Sof descrivesse l'Essere Divino essenziale, o Dio come causa prima della Creazione. Cordovero elenca Keter come la prima Sephirah, parte della Creazione. Luria segue un approccio intermedio, asserendo che l'Ein Sof non rappresenta l'essenza di Dio, né che Keter sia elencato come la prima Sephirah all'interno della Creazione, ma che invece l'Ein Sof trascende sublimemente Keter, mediando tra Atzmus e Keter. È d'accordo con l'inclusione di Cordovero di Keter nelle Sephirot se si sta descrivendo le luci delle Sephirot, ma in un'interpretazione generica Luria inizia le Sephirot da Chokhmah (Saggezza), poiché così si elencano i vasi delle Sephirot nella Creazione.

## Atzmusnello Chassidismo

### Panenteismo Chassidico
Il Baal Shem Tov (1698–1760), fondatore dell'Ebraismo Chassidico, introdusse una nuova fase nel misticismo ebraico, riferendo le strutture cabalistiche esoteriche trascendenti alla percezione psicologica interiore in corrispondenza con l'esperienza umana. Questo porta la Cabala nella vita quotidiana tangibile, mentre eleva l'uomo mediante la percezione della Divinità dentro sé stessi. Il tema centrale di ciò è l'immanenza divina in tutta la Creazione, vissuta sia dalla gente comune che dagli studiosi nella gioia e nella congiunzione a Dio in mezzo alla materialità mondana.
Nella filosofia chassidica esiste anche una più alta percezione elitaria dell'annullamento panenteistico della Creazione all'interno della Unità Divina Onnipresente. "Tutto è Dio, e Dio è Tutto". La percezione mistica ideale durante i momenti di preghiera è il Bittul ("Annullamento"/annientamento dell'Io) nella realtà divina, al di là del fervore emotivo dell'Immanenza divina. In una rinomata parabola del Baal Shem Tov, si narra:

...Per capire questo, dobbiamo rivolgerci allo Zohar (eg. II 146b), che dice che le porte degli Heikhalot (Palazzi Celesti) di preghiera sono uno sopra l'altro e gli angeli ricevono le preghiere e le trasferiscono verso l'alto al Trono di Gloria... Ora, questo deve essere inteso: non sappiamo forse di Dio, benedetto sia il Suo Nome, che "tutta la terra è piena della Sua gloria" (Isaia 6:3) e che: "non c'è posto senza di Lui"? (Tikkunei Zohar 57). Se è così, allora la Sua gloria benedetta si trova ovunque si preghi. In tal caso, perché è necessario che le nostre preghiere siano ricevute dagli angeli che vanno a trasmetterle da heikhal a heikhal? Mi sembra che la risposta segua da... una parabola che il mio insegnante, il Besht, una volta raccontò prima del suono dello shofar a Rosh haShana:

C'era una volta un grande e saggio re che magicamente creava l'illusione di mura e torri e porte. Egli comandò al suo popolo di venire da lui per mezzo di queste porte e torri, e aveva ricchezze del tesoro reale ammirabili da ogni cancello. Ci furono alcuni che si recarono fino al primo cancello e poi ritornarono, carichi di tesori. Altri procedettero verso porte più all'interno del palazzo e più vicino al re, ma nessuno raggiunse il re stesso. Finalmente, il figlio del re fece un grande sforzo per arrivare fino a suo padre, il re. Allora si rese conto che non c'era davvero nessuna barriera che lo separasse da suo padre, perché era tutta un'illusione.

...Ho sentito dal mio maestro (il Besht) di beata memoria, nel versetto "saranno dispersi tutti i malfattori" (Salmi 92:10): per mezzo della conoscenza umana "tutta la terra è piena della Sua gloria ", e ogni movimento e pensiero, tutto, viene da Lui - da questa stessa conoscenza tutti gli operatori d'iniquità sono dispersi. Quindi, tutti gli angeli e gli heikalot furono creati e realizzati, per così dire, dalla Sua essenza, come la lumaca il cui guscio è formato da se stesso. Così, per mezzo di tale conoscenza, non vi è più nessuna barriera o velo separatore tra uomo e Dio.

Dato che questo ideale non era alla portata di tutti, lo Chassidismo tradizionale istituì il misticismo sociale dello Tzadik (Rebbe) mediatore divino, che può ispirare i seguaci durante il pellegrinaggio alla propria corte e dirigere verso di loro la Divina benedizione spirituale e fisica. Attraverso l'attaccamento allo Tzadik, si possono superare le proprie limitate percezioni fisiche mediante una fede emotiva.

## Ricerca dell'Atzmus
La scuola di Chabad, fondata da Schneur Zalman di Liadi (1745-1812), differisce dallo Chassidismo principale nel cercare di articolare intellettualmente il pensiero chassidico in uno studio sistematico, con la mente come via verso il cuore. Di conseguenza, Chabad ha mantenuto l'ideale mistico di comunicare il più vastamente possibile l'annullamento elitario della Creazione nell'Unità Divina. Nella seconda sezione del Tanya, Schneur Zalman presenta filosoficamente la Panenteismo del Baal Shem Tov, usando fonti di precedenti descrizioni cabalistiche. Vengono descritti due livelli di Unità Divina, entrambi paradossalmente veri: l'Unità Inferiore della Creazione emanata dipendente da Dio, l'Unità Superiore della Creazione illusoria nullificata in Dio. Il seguace del metodo Chabad contempla (=hisbonenus) a lungo la paradossale ascesa a Dio durante la preghiera privata, o apprende il pensiero Chabad prima della preghiera comunitaria. Il secondo capo spirituale di Chabad, Dovber Schneuri espande il pensiero di suo padre nella comprensione pratica. Il suo "Trattato sull'Estasi" indica la contemplazione intellettuale per raggiungere il Bittul completo di non-consapevolezza. L'"Entusiasmo" emotivo superficiale è da respingere, in quanto coinvolge l'Io. A livello supremo, l'adepto incontra il Divino Atzmus attraverso il percepire l'Essenza-Etzem Divina della propria anima. In seguito Dovber ritirò dalla circolazione generale il suo Trattato sull'Estasi, delineando invece un apprendimento contemplativo inferiore accessibile a tutti, nella sua opera "Porta di Unità". È necessario che il seguace conosca la propria capacità spirituale: se il seguace comune dovesse puntare al Bittul non-autocosciente, oltre l'emozione, ciò gli causerebbe di cadere al di sotto dell'ispirazione spirituale benefica delle emozioni. Oggi, la pratica normativo ideale di Chabad è quella di studiare la filosofia chassidica prima della preghiera, includendo tra i molti testi anche quelli sul Panenteismo Divino, usando nel successivo servizio comunale mattutino l'amore emotivo e il timore di Dio che ne vengono generati. Bittull rimane riservato all'élite ristretta, sebbene tutti coloro che studiano il pensiero chabad ottengano un apprezzamento intellettuale ed emotivo dell'Unità Divina completa.

### Dirah BeTachtonime lo scopo della Creazione

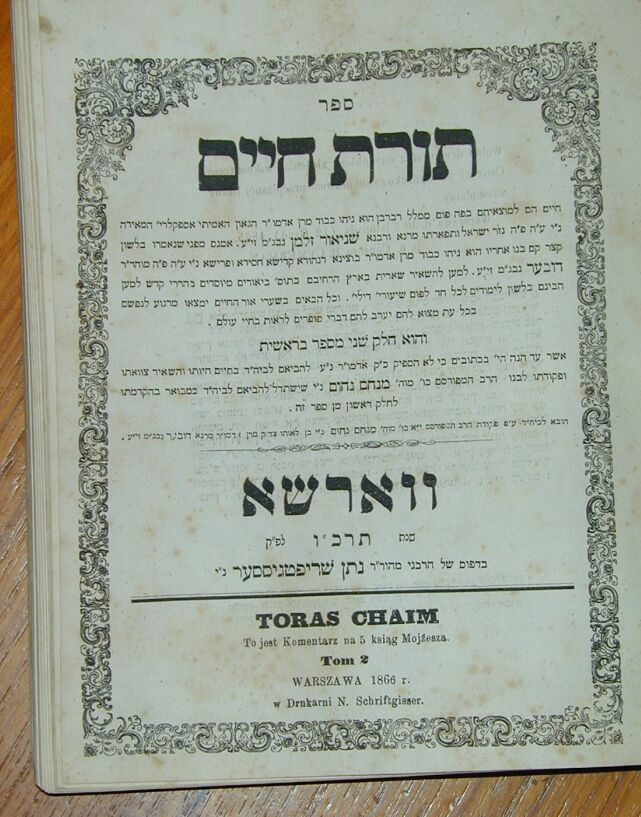
Torah: discorso chabad della 2ª generazione. Frontespizio del Toras Chaim di Rabbi Dovber Schneuri, Varsavia 1866

Chabad differisce dall'enfasi emotiva dello Chassidismo principale, approfondendo l'indagine filosofica del pensiero chassidico. L'interconnessione del precedente pensiero chabad con gli altri aspetti della Torah, la relazione col messianismo e l'Atzmus ultimo, emerge nei sermoni formali Maamarim e nel Likkutei Sichos (discorsi) del 7º Lubavitcher Rebbe, Menachem Mendel Schneerson. Quest'ultima opera paragona la teologia Atzmus-Dirah BeTachtonim del Rebbe alle precedenti interpretazioni del pensiero chassidico chabad. Espone le fonti di questo nuovo edificio nelle precedenti sei generazioni di insegnamento chabad.
Nel libro The Lubavitcher Rebbes Holiday Maamarim l'autore Yitzchak Ginsburgh esamina lo sviluppo generazionale del pensiero chabad e coglie un significato cabalistico negli insegnamenti dei capi spirituali della 1ª, 3ª, 5ª e 7ª generazione, rappresentando un nuovo sviluppo esteriore dell'Essere, mentre i leader della 2ª, 4ª e 6ª generazione chiariscono il Non-Essere interiore. Sulla base della progressione graduale di una idea seminale da "punto a linea a zona", Ginsburgh riassume l'avanzamento generazionale cumulativo dell'insegnamento, secondo la concezione chabad che in ogni generazione gli insegnamenti del misticismo ebraico ascendono in profondità, assorbendo progressivamente da una fonte superiore nella Divinità per preparare l'era messianica. In generale, si fornisce questa suddivisione: Cabala cordoveriana-Evoluzione, Cabala lurianica-Investitura, pensiero chassidico-Onnipresenza. In particolare, negli insegnamenti chabad delle rispettive sette generazioni, si ottiene questa struttura concettuale